# Estación de Inverness
La estación de Inverness (en inglés: Inverness railway station) es una estación de ferrocarril ubicada en la ciudad de Inverness en Escocia, Reino Unido. Como la mayoría de las estaciones del Reino Unido, Inverness es propiedad de Network Rail. Sin embargo, es operada por la First ScotRail que dirige la mayor parte de los servicios que utiliza la estación.

## Servicios
- 1 tren cada 2 horas a la estación de Waverley en Edimburgo a través de Perth. (Hay un servicio diario a Edimburgo a través de Aberdeen y Dundee).
- 1 tren cada 2 horas a la estación de Queen Street en Glasgow.
- Un tren por hora a Aberdeen.
- 4 servicios diarios a Wick y Thurso.
- 4 servicios diarios a Kyle of Lochalsh.
- Un servicio por día a la estación de Kings Cross en Londres a través de Newcastle, Darlington y York.
- 1 servicio coche-cama por día a la estación Euston de Londres a través de Preston y Crewe.